# Индустријска зона Ливорнезе (Пистоја)
Индустријска зона Ливорнезе је насеље у Италији у округу Пистоја, региону Тоскана.
Према процени из 2011. у насељу је живело 143 становника. Насеље се налази на надморској висини од 18 м.